# Neocalanus robustior
Neocalanus robustior is een eenoogkreeftjessoort uit de familie van de Calanidae. De wetenschappelijke naam van de soort is voor het eerst geldig gepubliceerd in 1888 door Giesbrecht.